# Adoptiver Zelltransfer
Der adoptive Zelltransfer bezeichnet den Transfer von Zellen in einen Organismus.

## Eigenschaften

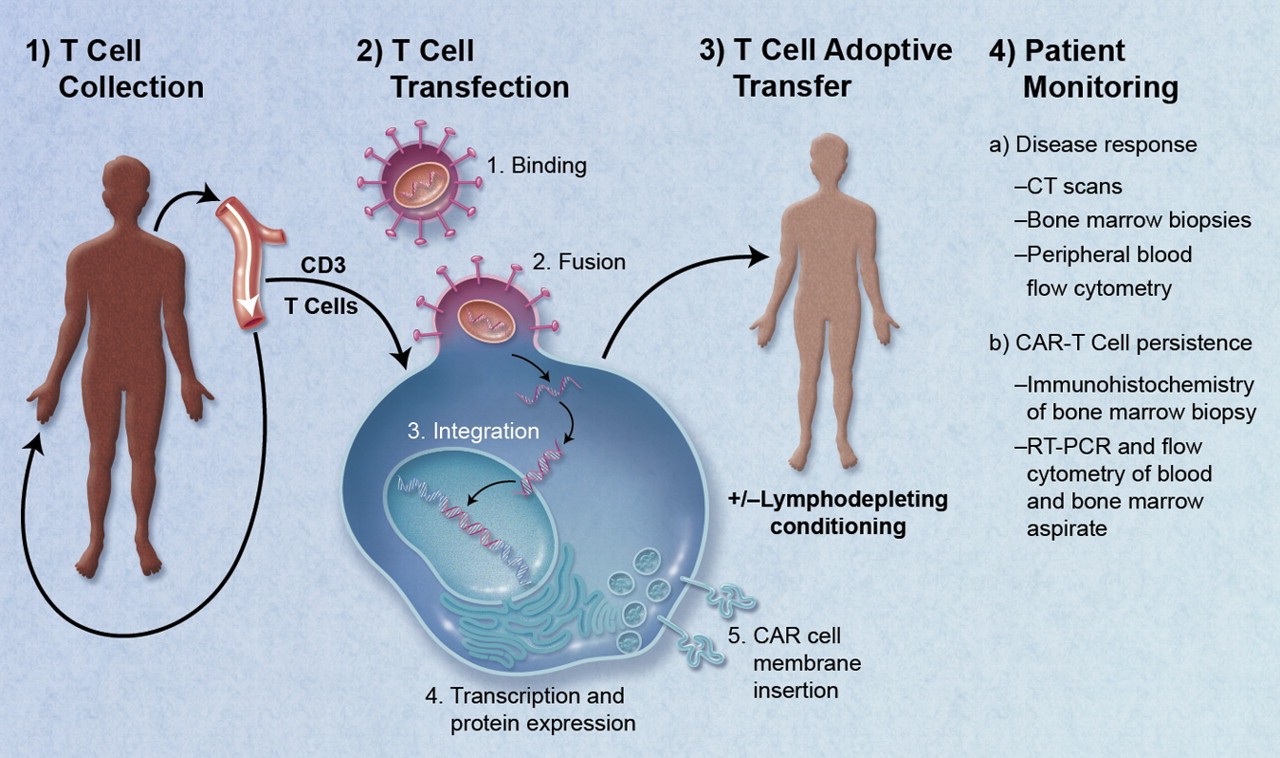
Adoptiver T-Zell-Transfer

Durch Behandlung von Zellen ex vivo mit einem Vektor, Immunogen oder Arzneistoff können Wirkungen erzielt werden, die in vivo nicht immer erreicht werden. Beispielsweise kann ein zur Behandlung verwendeter Wirkstoff vorzeitig im Organismus (z. B. durch die Leber) abgebaut oder ausgeschieden werden oder der Wirkstoff entfaltet erst im Körper eine Toxizität. Der Zelltransfer besteht aus einer Entnahme von Zellen (ob autolog oder nicht autolog), deren Behandlung ex vivo und deren Transfer, meistens durch Injektion oder Infusion, in einen Organismus. Durch den Transfer bzw. bei autologen Zellen durch den Rücktransfer erhält der Organismus Zellen mit neuen Funktionen, woher die Bezeichnung adoptiv stammt.
In der Immunologie werden meistens autologe Immunzellen (PBMC, daraus vor allem T-Lymphozyten, Zytokin-induzierte Killerzellen und dendritische Zellen) durch Dichtegradientenzentrifugation isoliert und anschließend in Zellkultur behandelt. Teilweise erfolgt eine Zelldepletion unerwünschter Zelltypen. Diese Behandlung der Zellen kann bei Impfstoffen stimulierend (u. a. mit Interleukin-2, GM-CSF, IL-12, IL-21) oder bei Hyposensibilisierungen tolerogen (z. B. mit Anti-CD3-Rezeptor-Antikörpern wie Muromonab-CD3, Otelixizumab, Teplizumab und Visilizumab) sein.

## Anwendungen
Der adoptive Zelltransfer wird unter anderem in der Gentherapie, bei der Stammzelltherapie oder in der Immuntherapie verwendet. Sipuleucel-T ist ein zugelassener adoptiver Zelltransfer.
Im Rahmen der Krebsimmuntherapie werden Immunzellen ex vivo gegen Tumorzellen sensibilisiert. Bei einer klinischen Studie mit einem adoptiven Zelltransfer transgener T-Zellen konnte bei Patienten mit B-Zell-Lymphomen eine Remissionsquote von 88 % erreicht werden.
Die Impfung mit Tumorantigen-beladenen Dendritischen Zellen ist ebenfalls Inhalt derzeitiger Forschung und klinischer Studien. Hierbei werden autologe Dendritische Zellen ex vivo mit Antigenen beladen, welche entweder direkt aus dem individuellen Tumor des Patienten stammen oder welche zur standardisierten Behandlung verwendet werden (MelanA, survivin). Die Beladung der Dendritischen Zellen kann unter anderem mittels RNA-Transfektion, DNA-Transfer oder der Inkubation mit Tumorlysat erfolgen. Weiterhin werden Tumorzellen mit Genen von Zytokinen transfiziert, die nach Injektion bevorzugt an andere Tumorzellen des gleichen Typs binden und dort über das von ihnen sezernierte Zytokin die Immunreaktion hervorrufen oder verstärken.
Eine weitere Methode, die zum adoptiven Zelltransfer gerechnet werden kann und sich in experimentellen Stadium mit Tieren befindet, wurde 2015 zum ersten Mal vorgestellt. Dabei wurden auf ein Silizium-Gitter mit extrem feiner Struktur Immunsystemzellen des betroffenen Tiers eingesetzt. Diese Zellen wurden mit abgeschwächten Erregern in vitro (außerhalb des Organismus) aktiviert. Das Gitter wurde dann an das Tier implantiert und könnte dort einige Monate verbleiben. Die Methode wurde bisher nicht an Menschen getestet.